# Tibor Hartel
Tibor Hartel (* 1978) ist ein rumänischer Ökologe.
Tibor Hartel studierte Biologie und promovierte 2008 am Institut für Biologie an der Rumänischen Akademie und Constanța Ovidius Universität. Er arbeitete für den Nationalen Wissenschaftsrat Rumäniens in der Abteilung Biologie und für den Mihai Eminescu Trust. Er gehört zum „Board of Directors“ der Europäischen Sektion der Society for Conservation Biology. Seine Hauptforschungsinteressen ist die Naturschutzbiologie und Sozial-Ökologische Interaktionen. Er ist einer der führenden Wissenschaftler in der Amphibienkunde Rumäniens.
2021 wurde Hartel in die Academia Europaea gewählt.

## Publikationen (Auswahl)
- R. Plăiașu, R. Băncilă, C. Samoilă, T. Hartel, D. Cogălniceanu: Aquatic habitat availability and use by amphibian communities in a rural landscape. In: Herpetological Journal. Band 22, 2012, S. 13–21.
- J. Fischer, T. Hartel, T. Kuemmerle: Conservation policy in traditional farming landscapes. In: Conservation Letters. Band 5, 2012, S. 167–175.
- T. Benton, T. Hartel, J. Settele u. a.: Food security: a role for Europe. In: Nature. Band 480, 2011, S. 39.
- J. Fischer, P. Batáry, K. S. Bawa, L. Brussaard, M. J. Chappell, V. Clough, G. C. Daily, A. J. Dorrough, T. Hartel, L. Jackson, A. Klein, C. Kremen, T. Kuemmerle, D. Lindenmayer, H. Mooney, I. Perfecto, S. Philpott, T. Tscharntke, J. Vandermeer, T. C. Wanger: Limits of land sparing. In: Science. Band 334, 2011, S. 593.
- J. Fischer, J. Hanspach, T. Hartel: Continental-scale ecology versus landscape-scale case studies. In: Frontiers in Ecology and the Environment. Band 9, 2011, p. 430.
- P. Tryjanowski, T. Hartel, A. Báldi, P. Szymanski, M. Tobolka, I. Herzon, A. Golawski, M. Konvicka, M. Hromada, L. Jerzak, K. Kujawa, M. Lenda, M. Orlowski, M. Panek, P. Skórka, T. H. Sparks, S. Tworek, A. Wuczynski, M. Zmihorsk: Conservation of farmland birds faces different challenges in Western and Central-Eastern Europe. In: Acta Ornithologica. Band 46, 2011, S. 79–90.
- T. Hartel, R. Băncilă, D. Cogălniceanu: Spatial and temporal variability of aquatic habitat use by amphibians in a hydrologically modified landscape. In: Freshwater Biology. Band 56, 2011, S. 2288–2298.
- T. Hartel, O. Schweiger, K. Öllerer, D. Cogălniceanu, J. W. Arntzen: Amphibian distribution in a traditionally managed rural landscape of Eastern Europe: probing the effect of landscape composition. In: Biological Conservation. Band 143, 2010, S. 1118–1124.
- T. Hartel: Weather conditions, breeding date and population fluctuation in Rana dalmatina from Central Romania. In: Herpetological Journal. Band 18, Nr. 1, 2008, S. 40–44.
- T. Hartel, Sz. Nemes, D. Cogălniceanu, K. Öllerer, O. Schweiger, L. Demeter, C. I. Moga: The effect of fish and aquatic habitat complexity on amphibians. In: Hydrobiologia. Band 583, 2007, S. 173–182.